# Colijnsplaat
Colijnsplaat is een dorp in de gemeente Noord-Beveland in de Nederlandse provincie Zeeland. Het aantal inwoners bedraagt 1.590 (1 januari 2023). Tot april 1941 was Colijnsplaat een zelfstandige gemeente, waarna het tot 1995 deel uitmaakte van de gemeente Kortgene. Het dorp is gelegen bij het zuidelijke einde van de Zeelandbrug, en er bevindt zich een jachthaven met circa 500 ligplaatsen alsmede een vissershaven.

## Geschiedenis
In de buurt van Colijnsplaat heeft een Keltische nederzetting gelegen die Ganuenta heette, waar mogelijk de Frisiavoni woonden. Hier bevond zich een tempel voor de godin Nehalennia. In 1970 werden in de buurt van Colijnsplaat een aantal Nehalennia-altaren opgevist uit de Oosterschelde. Aan het begin van de 21e eeuw is te Colijnsplaat een Gallo-Romeinse tempel gereconstrueerd.
Het huidige Colijnsplaat werd in 1598 gesticht na de bedijking van de Oud-Noord-Bevelandpolder. De naam komt van de schor Colinsplate die toen gedeeltelijk werd ingedijkt. De naam van de schor wordt in 1489 voor het eerst genoemd. Het dorp werd planmatig opgezet als voorstraatdorp, met kaarsrechte percelen. Er werd een haven aangelegd voor het transport van graan van Noord-Beveland naar Schouwen-Duiveland, en voor een veerdienst op Zierikzee. De zaalkerk is gebouwd in 1769. In het dorp bevinden zich twee windmolens, De Oude Molen van rond 1727, en Nooit Gedacht uit 1864, logischerwijs ook wel bekend als De Nieuwe Molen.
Tijdens de watersnood van 1953 probeerde een aantal mannen de vloedplanken en steunbeer die door het hoge water dreigden te bezwijken tegen te houden. Een door de storm losgeslagen vrachtschip kwam als golfbreker voor de coupure terecht en behoedde zo Colijnsplaat voor een overstroming. Deze gebeurtenis staat bekend als 'het wonder van Colijnsplaat'. Een monument uit 1993 met de naam "Houen Jongens" van de beeldhouwer Jan Haas herinnert aan deze gebeurtenis.
Door de Veerse Gatdam die in 1961 werd voltooid, raakte Veere afgesloten van zee. De vissersvloten van Veere en Arnemuiden verhuisden daarop naar Colijnsplaat. Aan de haven is een visafslag gevestigd. Door de bouw van de Zeelandbrug werd de veerdienst op Zierikzee overbodig.
Colijnsplaat is de geboorteplaats van de waterbouwkundige Johannis de Rijke. Op diens 156ste geboortedag (1998) werd in het dorp een standbeeld voor hem onthuld, een kopie van het beeld dat in de Japanse stad Nagoya voor hem is opgericht.
In 1996 is Colijnsplaat aangewezen als beschermd dorpsgebied en is daarmee een van de beschermde stads- en dorpsgezichten in Zeeland.

## Foto's

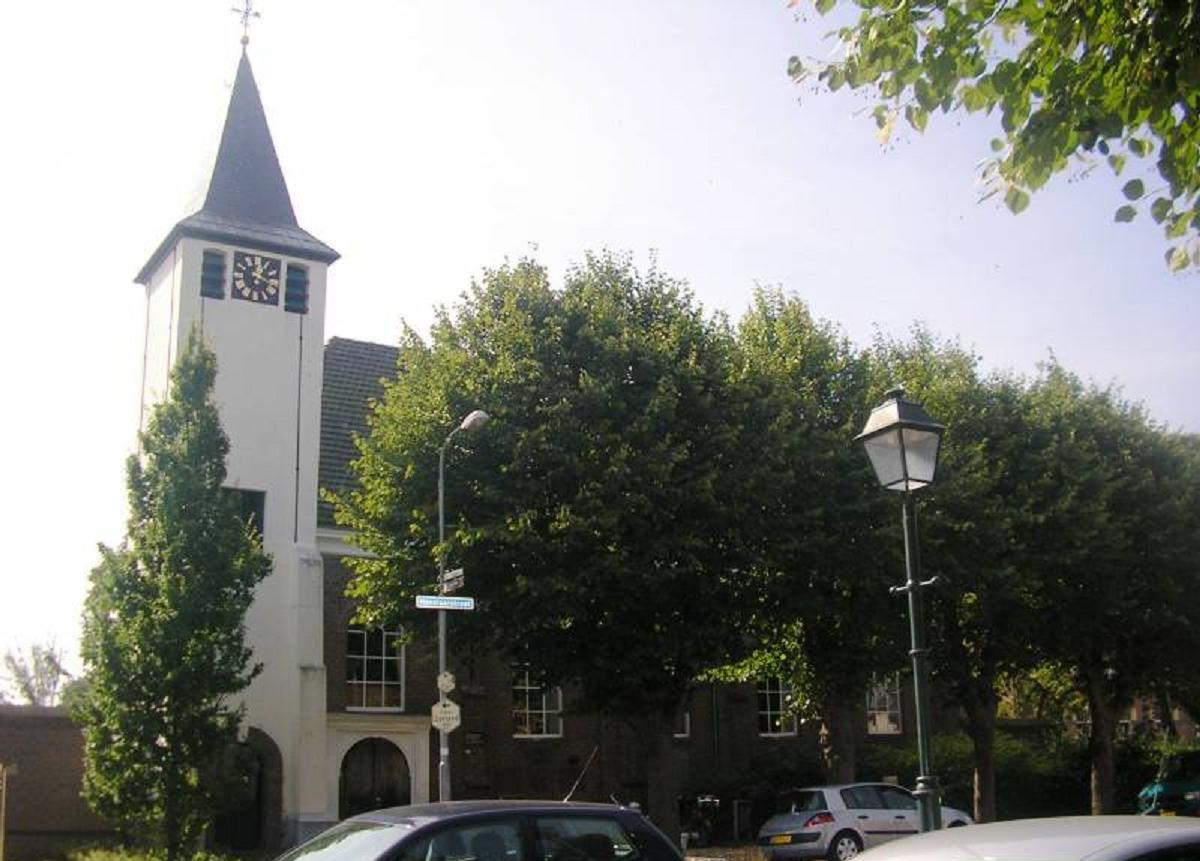
Nederlands Hervormde kerk
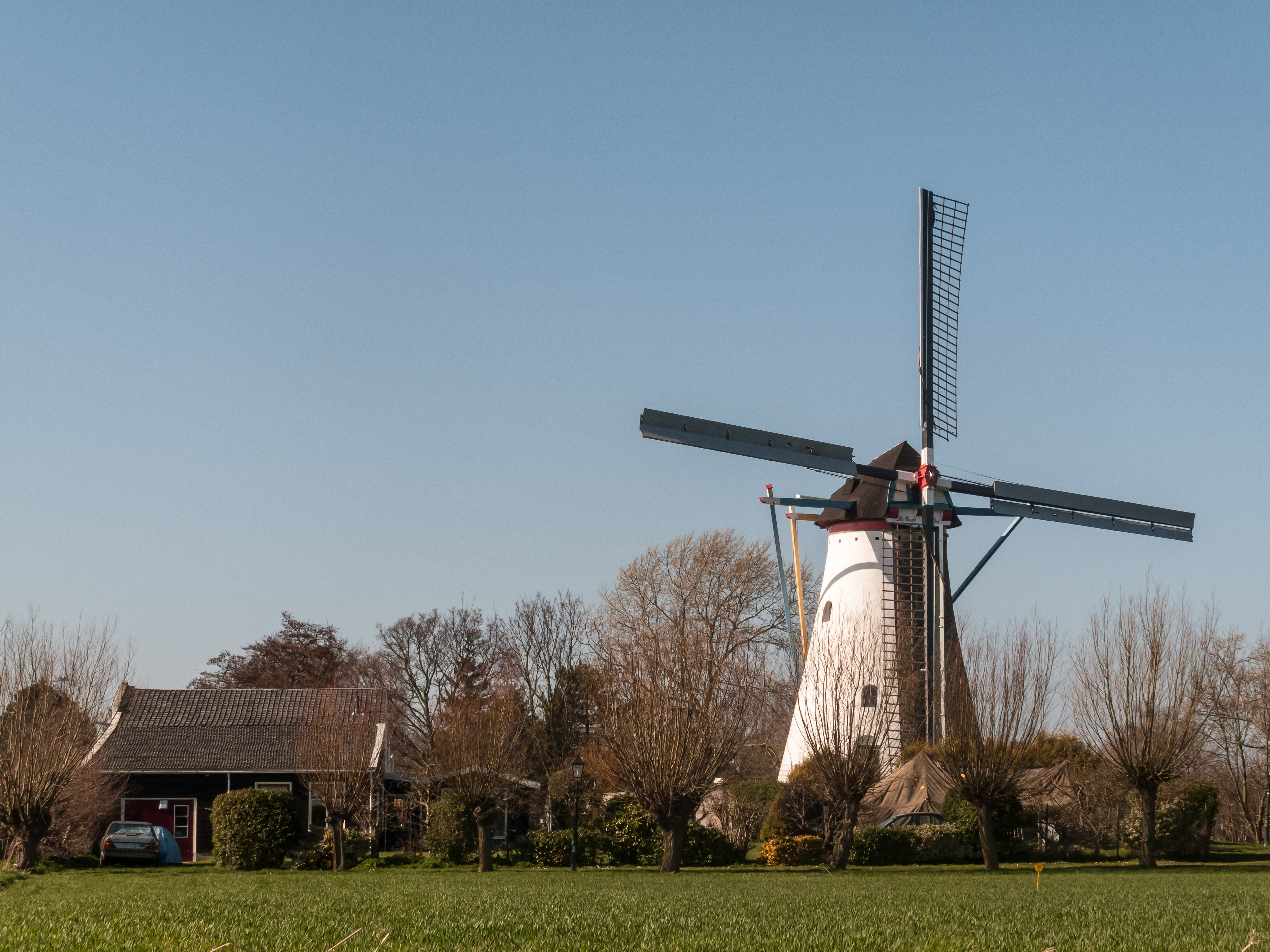
De Oude Molen
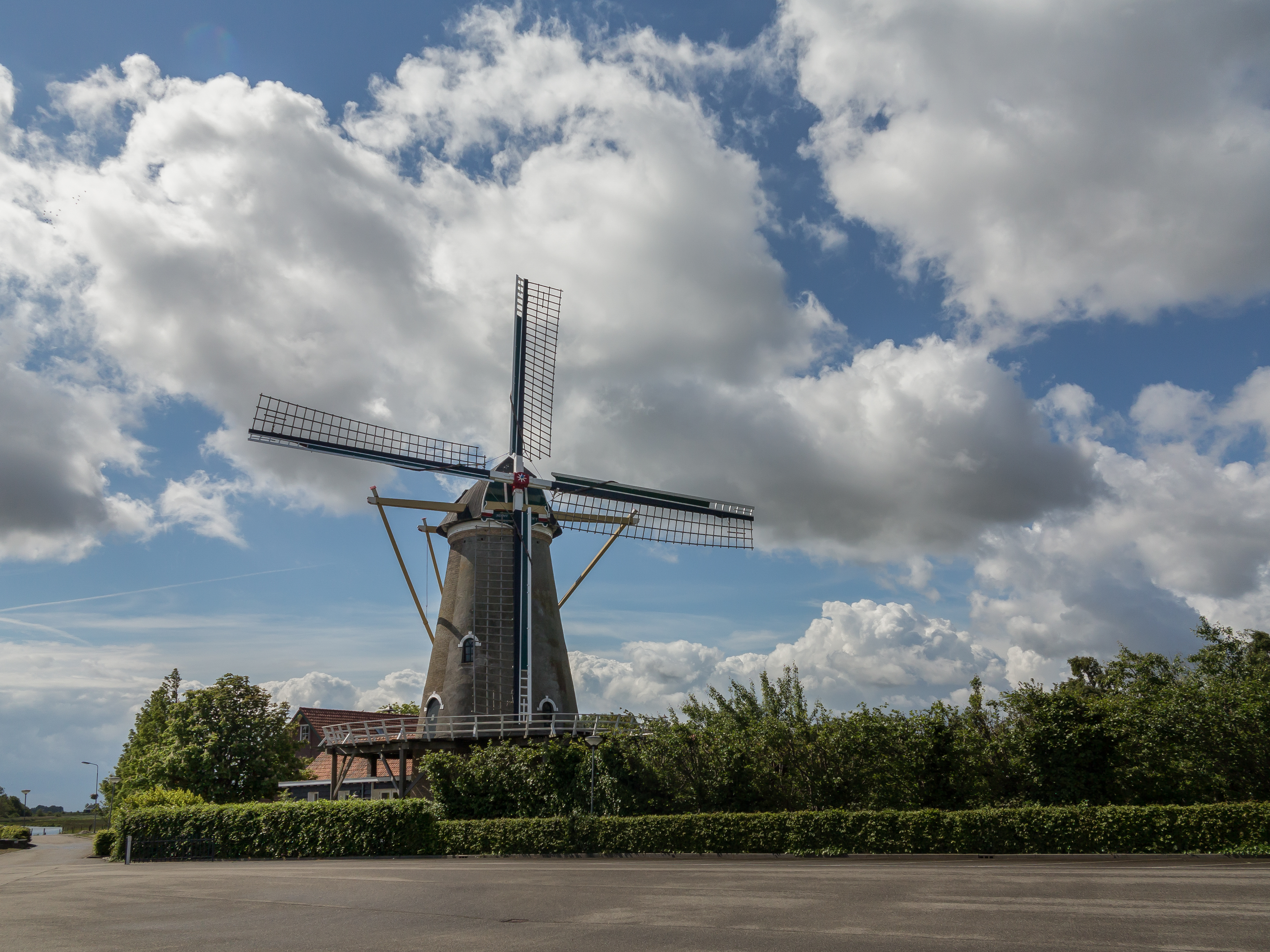
Korenmolen Nooit Gedacht
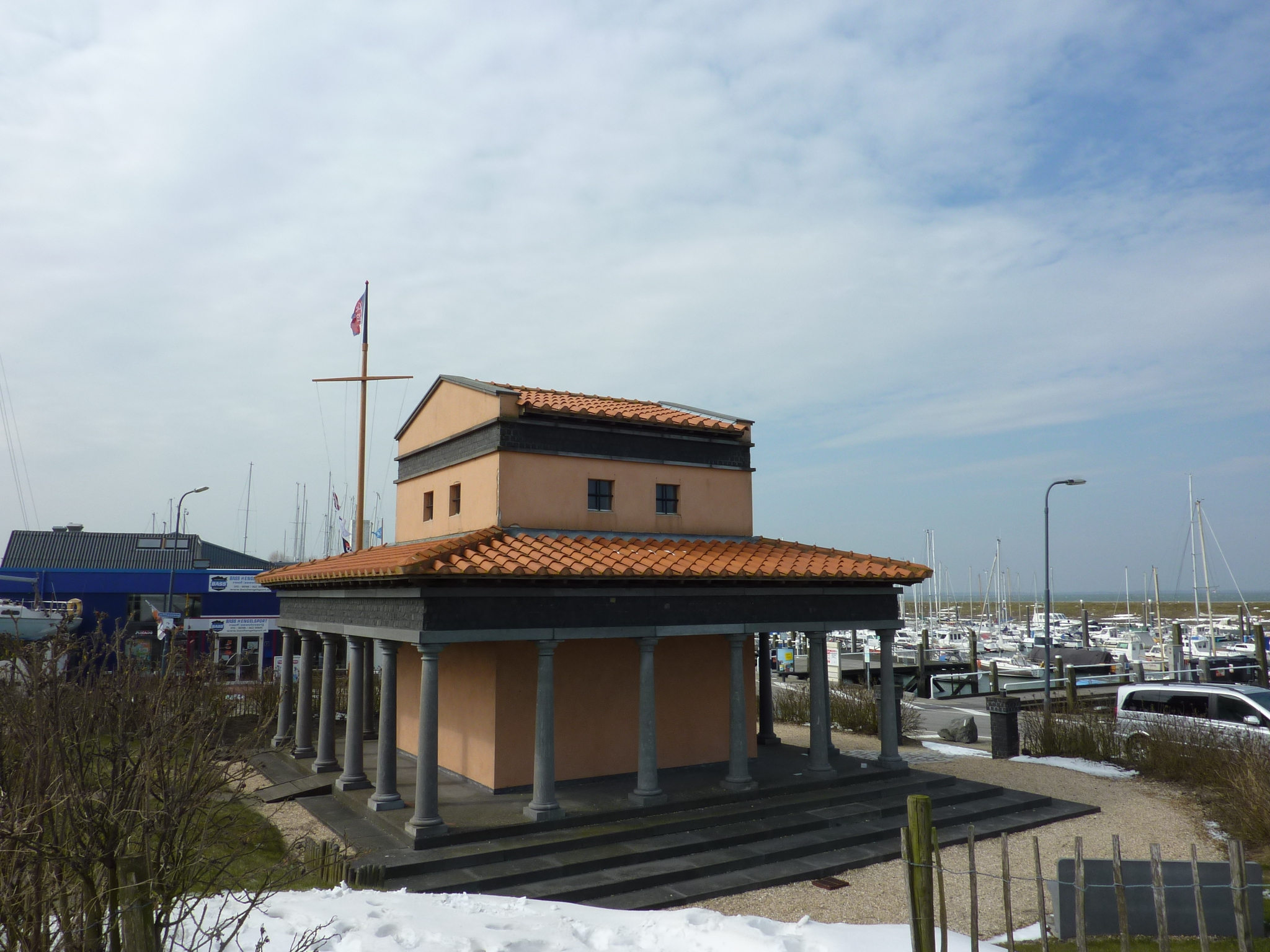
Replica van de Nehalenniatempel

## Wapen
Het wapen van Colijnsplaat bevat in goud een patrijs van natuurlijke kleur op een grond van sinopel (groen). Het is bekend uit de 17e eeuw, al was de patrijs toen van sabel (zwart) en ontbrak de grond. Op 31 juli 1817 werd het bevestigd als gemeentewapen.

## Geboren
- Johannis de Rijke (1842-1913), waterbouwkundige